# Cyphodesmus hidalgonus
Cyphodesmus hidalgonus är en mångfotingart som beskrevs av Chamberlin 1943. Cyphodesmus hidalgonus ingår i släktet Cyphodesmus och familjen Sphaeriodesmidae. Inga underarter finns listade i Catalogue of Life.